# Ваниловский сельсовет
Ваниловский сельсовет — упразднённая административно-территориальная единица, существовавшая на территории Московской губернии и Московской области до 1934 года.
Ваниловский сельсовет был образован в первые годы советской власти. По данным 1919 года он входил в состав Ашитковской волости Бронницкого уезда Московской губернии.
По данным 1926 года в состав сельсовета входили фабрика Ванилово, Георгиевский погост и хутор коммуны имени Троцкого.
В 1929 году Ваниловский с/с был отнесён к Ашитковскому району Коломенского округа Московской области.
31 августа 1930 года Ашитковский район был переименован в Виноградовский.
19 января 1934 года Ваниловский с/с был упразднён, а его территория включена в состав новообразованного рабочего посёлка имени Цюрупы.